# Chalcolema
Chalcolema is een geslacht van kevers uit de familie bladkevers (Chrysomelidae).
De wetenschappelijke naam van het geslacht werd in 1890 gepubliceerd door Martin Jacoby.

## Soorten
- Chalcolema glabrata Tan, 1982
- Chalcolema mausonika Eroshkina, 1992
- Chalcolema sangzhiensis Tan, 1993
- Chalcolema splendida Tan, 1992